# Parazoma ferax
Parazoma ferax là một loài bướm đêm trong họ Geometridae.